# Eğerlibaşköy, Kızılcahamam
Eğerlibaşköy là một xã thuộc huyện Kızılcahamam, tỉnh Ankara, Thổ Nhĩ Kỳ. Dân số thời điểm năm 2011 là 267 người.